# نوره أو يوفدال (النرويج)
نورِه أو يوفدال (بالنرويجية: Nore og Uvdal)‏ هي إِحدى بلدات مُحافَظة بوسكرود شماليّ غرب العاصِمة أُوسلُو، مملكة النُروِيج. وتبلُغ مِساحتها حوالي (2502 كم²)، ويصلُّ عدد سُكّانها نحوِ 2529 نَسَمَة.

## صور

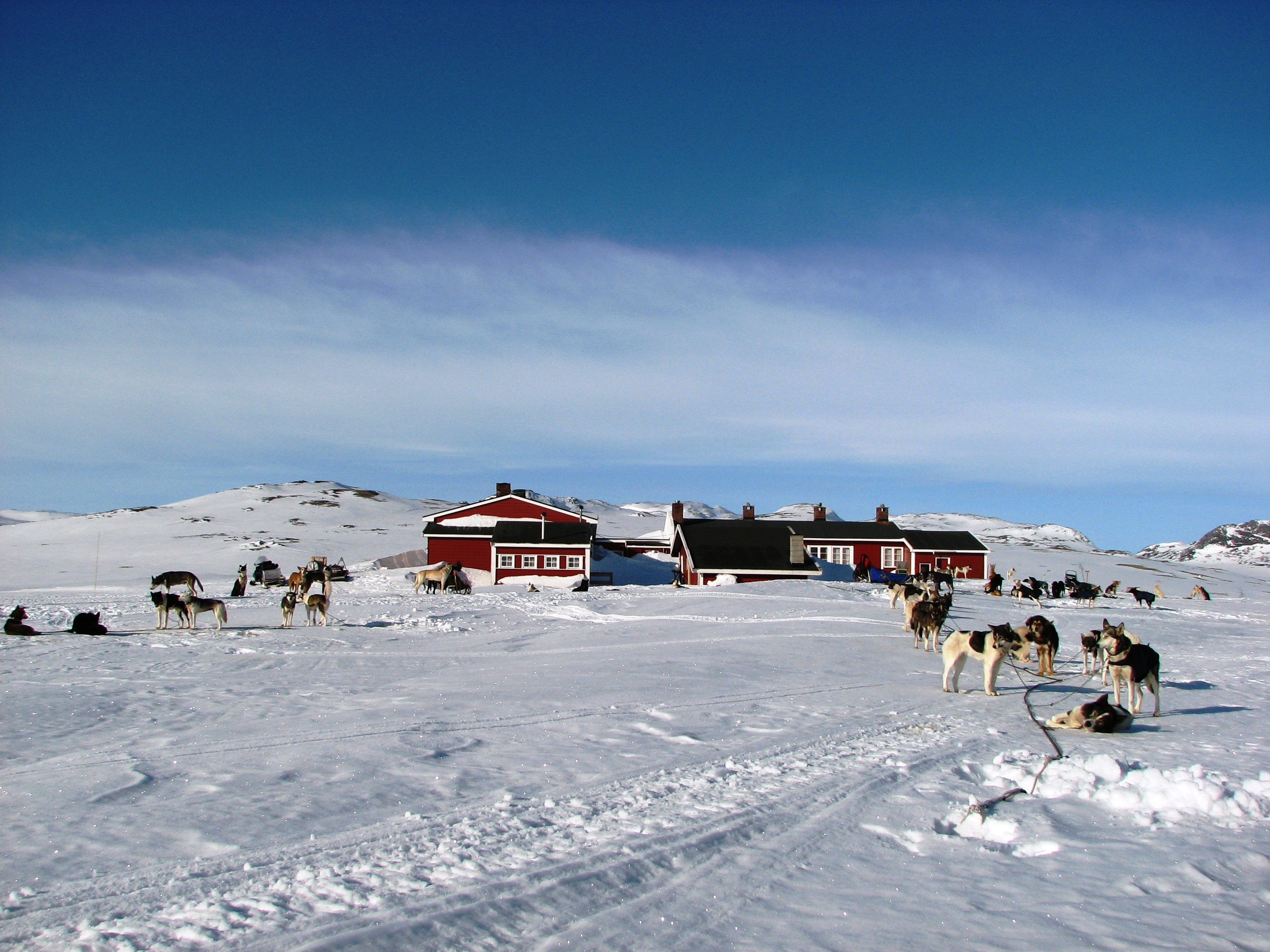
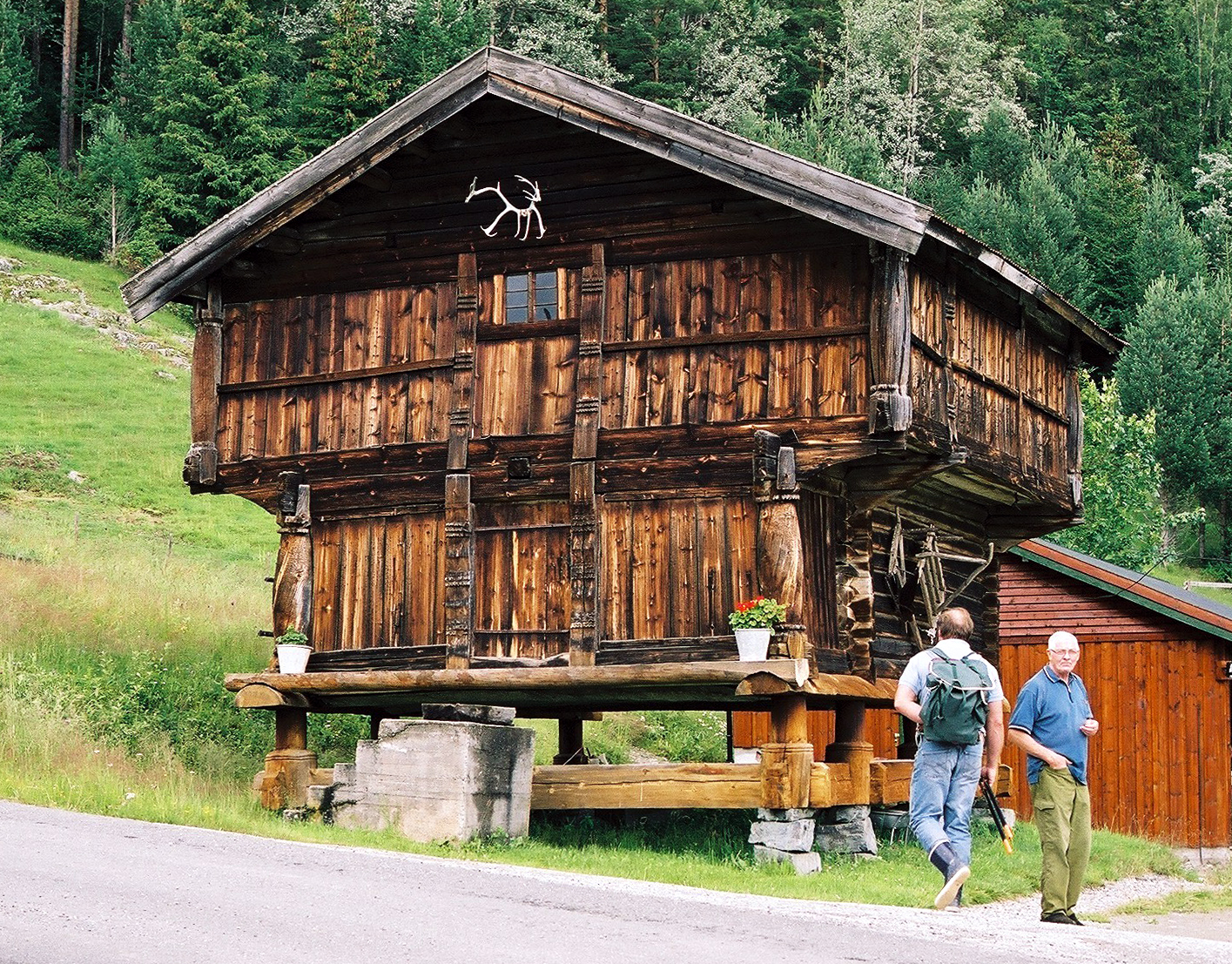
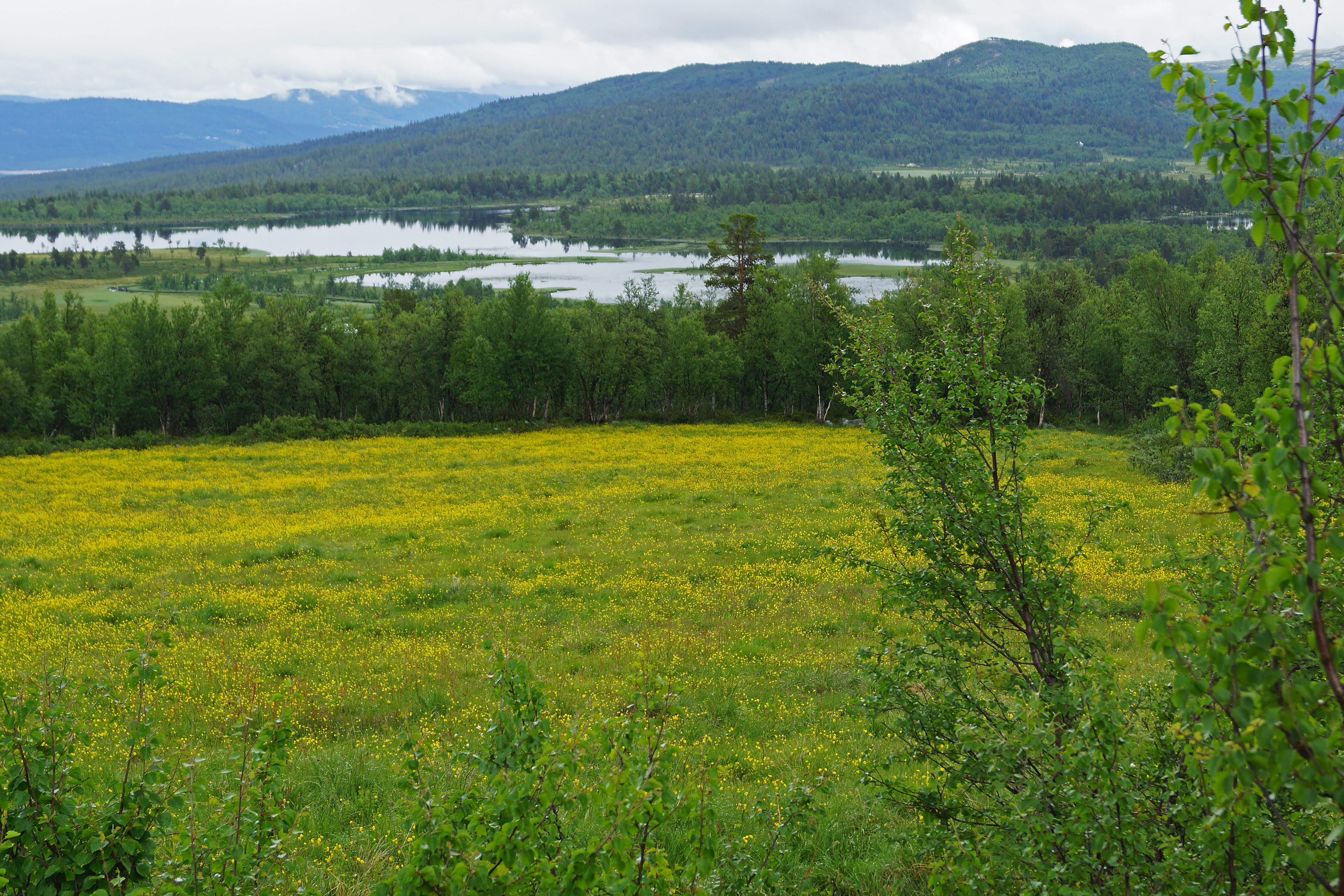

## روابط خارجية
- الموقع الرسميّ (باللُغة النُروِيجية).
- المَوسُوعةُ النُروِيجية الكُبرى (باللُغة النُروِيجية).